# Борс (лицар)

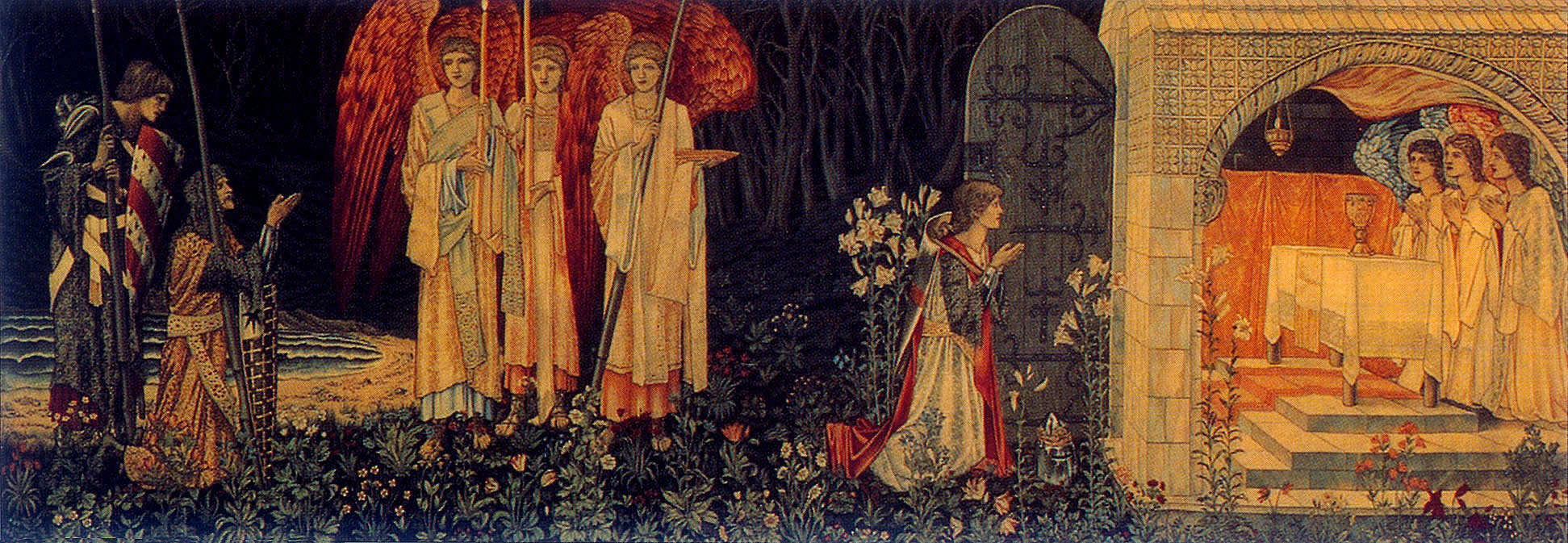
Ґалахад, Борс Молодший і Персіваль досягли Грааля

Борс (англ. Bors, фр. Bohort) — персонаж артурівського циклу — один з трьох лицарів (разом з Персівалем і Ґалахадом), які виявилися гідними того, щоб знайти Святий Ґрааль, таким чином — один з найкращих лицарів Круглого столу. Борс — це ім'я двох лицарів у артуріані, Борс Старший і Борс Молодший. Вони вперше з'являються в XIII-столітньому романі про "Ланселота-Ґрааля". Борс Старший є королем Ґаніса на початку панування короля Артура, братом короля Бана з Бенуа і батьком Борса Молодшого і Ліонеля. Його син Борс Молодший пізніше стає одним з найкращих лицарів Круглого столу і бере участь у досягненні Святого Ґраалю.
Король Борс Старший
Борс Старший — брат короля Бана і дядько Гектора де Маріса і Ланселота. Він одружується з Евейн, сестрою дружини Бана — Елейн, і має двох синів: Борса молодшого і Ліонеля. 
Бан і Борс стають першими союзниками короля Артура в його боротьбі проти одинадцяти королів-бунтівників у Британії, серед яких були Лот (батько Ґавейна), Урієн та Карадок. Артур обіцяє допомогти їм у боротьбі з французьким ворогом, королем Клавдом, який загрожував їхнім землям на континенті. Однак Артур затримався зі своєю допомогою, і Клавду вдалося вторгнутися, призводячи до загибелі обох королів Бана та Борса Старшого. Сина Бана, Ланселота, забирає Володарка Озера, але діти Борса виховуються у полоні вассалами Клавда.
Сер Борс Молодший
Сер Борс Молодший, відомий у дослідженнях Артура, виявився відважним і сильним лицарем. Разом зі своїм братом Ліонелем вони жили при дворі Клавда, але пізніше повстають проти нього і навіть змушені були вбити його жорстокого сина Доріна. Щоб уникнути помсти Клавда, хлопців рятує слуга Володарки Озера, і вони разом з двоюрідним братом Ланселотом виховуються разом виростаючи в сильних та праведних лицарів.Пізніше, вони приєднуються до свити короля Артура в Камелоті. Борс славиться своєю відвагою і вірністю, і він бере участь у багатьох конфліктах, включаючи останню битву з Клавдом, яка допомагає звільнити землі його батька.Борс стає батьком Еліана Білого, коли прекрасна донька короля Брандеґоріса, Клер, використовує чарівний перстень для спокуси Еліана, пізніше Борс приведе свого сина до Лицарського Круглого столу.
Сера Борса завжди визнавали як одного з найкращих лицарів Круглого столу, але його справжня слава прийшла під час пошуки Святого Ґрааля. І саме тоді він довів, що вартий стати свідком таємниць Ґрааля разом із Ґалахадом та Парцифалем. 
В його пригодах на шляху було багато випробувань, що показували його чесність і справедливість. Наприклад, коли дівчина підходить до Борса, клянучись покінчити життя самогубством, якщо він не переспить з нею. Борс відмовляється порушити обітницю безшлюбності, леді та її дівчата погрожують кинутися з зубців замку. Коли жінки стрибають, вони виявляються демонами, які мають намір обдурити його, підігравши його співчуттю.  

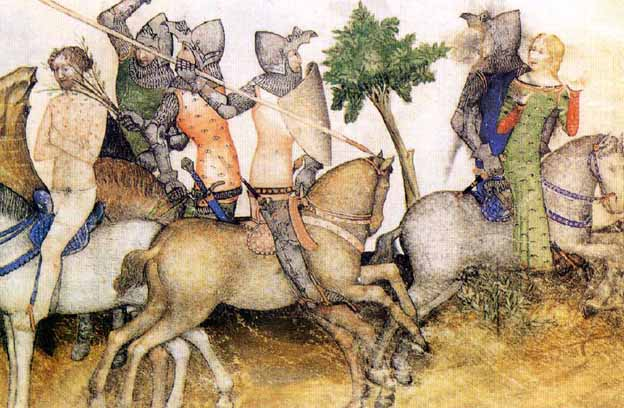
Борс вирішує врятувати дівчину, а не свого брата Ліонеля.

В іншому випадку Борс стикається з дилемою, коли йому доводиться вибирати між порятунком свого брата Ліонеля, якого лиходії бичують шипами в одному напрямку, і порятунком молодої дівчини, яку викрав лицар-ізгой, в іншому. Борс вирішує допомогти дівчині, але молиться за безпеку свого брата. Ліонель тікає від своїх мучителів і намагається вбити Борса, а Борс не захищається, відмовляючись підняти зброю на свого родича. 
Під час пошуків Ґрааля, Борс разом з Ґалахадом і Парцифалем дійшли до містичного острова Саррас у Святій Землі, де Ланселот та Парцифаль лицаря помирають. Борс єдиний повертається назад з розповіддю про святий Ґрааль. Він стає єдиним героєм, який виживає та є наступником Артура після його смерті. Борс залишається прикладом відваги та честності для інших лицарів і залишає незабутній слід у хроніках легенд про Короля Артура.

У "Смерті Артура" Томаса Мелорі, історія сера Борса була пов'язана з важливими подіями. Коли королеву Ґвіневеру звинуватили у вбивстві свого двоюрідного брата, сера Мадора де ла Порта, Борс неохоче згодився битися за неї у поєдинку. Спочатку він відмовився, оскільки, брат Борса, її захисник Ланселот покинув Камелот через неї, але Борс всеж погодився після того, як відчайдушна Ґвіневера стає перед ним на коліна.
Із появою Ланселота, який зайняв місце чемпіона, Борс приєднався до нього і інших родичів у боротьбі за Ґвіневеру, яка була засуджена до страти. Вони вдало врятували королеву від цього поганого кінця і допомогли Ланселоту під час вигнання з Британії. Сер Борс був одним із найвідважніших соратників Ланселота у війні, де вони пройшли через багато випробувань разом. Він збирається битися з Мадор заради неї під час коли Ланселот прибуває, щоб зайняти його місце в інкогніто. 
Під час громадянської війни між Ланселотом та Артуром, із за таємного роману між Ґвіневерою та Ланселотом, Борс з рештою своєї родини стає на бік Ланселота. Артур засуджує Ґвіневеру до смерті, а Борс допомагає врятувати королеву від її страти на вогнищі, та є одним із родичів Ланселота, який потім супроводжує його у вигнанні з Британії. Разом зі своїм братом Ліонелем Борс стає одним із найвідважніших і найнадійніших помічників Ланселота в подальшій війні, під час якої він ледве виживає у двобої верхи на коні з Ґавейном, заступником Артура. В іншому випадку Борс має нагоду вбити Артура, якого позбавили коня, але його зупиняє Ланселот. В обмін на свою службу Ланселот коронує Ліонеля королем Франції, а сер Борс стає правителем земель короля Клавда.
Поки фракції все ще борються, Мордред зраджує Артура і займає трон. Ланселот дізнається про це і йде на допомогу Артуру, але прибуває надто пізно. Ланселот відправився на пошуки Ґвіневери, але через деякий час без вістей Ліонель сам вирушає на пошуки та гине. Сер Борс відправляє більшу частину армії додому та разом із кількома іншими родичами тепер вирушає на пошуки Ланселота. Згодом вони знаходять його, він тепер жив як священик, і Борс з родичами вирішують приєднатися до нього.
У творах "Ланселот-Ґрааль" і "Пост-Вульгаті Морт д'Арту" Ланселот і його соратники повертаються до Британії, щоб відстояти землі покійного Артура від синів Мордреда, які захопили владу. У битві Ліонеля смертельно ранить старший син Мордреда, Мелехан. Сер Борс, відчувши мстиву палкість за Ліонеля, вбиває Мелехана одним потужним ударом. Ланселот, у свою чергу, вбиває другого сина Мордреда, що навіть не мав імені.